# Comuna Reabușkî, Lebedîn
Reabușkî (în ucraineană Рябушки) este o comună în raionul Lebedîn, regiunea Sumî, Ucraina, formată din satele Kostiv, Kurîlivka, Pivnicine, Reabușkî (reședința) și Vilșanka.

## Demografie
Componența lingvistică a comunei Reabușkî
     Ucraineană (93,37%)
     Rusă (6,31%)
     Alte limbi (0,32%)
Conform recensământului din 2001, majoritatea populației comunei Reabușkî era vorbitoare de ucraineană (93,37%), existând în minoritate și vorbitori de rusă (6,31%).